# Friedrich Ignaz von Emperger

Friedrich von Emperger in Teutonencouleur auf dem 30. Stiftungsfest der Prager Burschenschaft Teutonia 1906 in Prag

Friedrich Ignaz Edler von Emperger (* 11. Jänner 1862 in Beraun, Böhmen; † 7. Februar 1942 in Wien) war ein böhmisch-österreichischer Bauingenieur und Hochschulprofessor an der TU Wien.

## Karriere
Fritz von Emperger war Schüler des Brückenbauers Joseph Melan. Er studierte an der Deutschen Technischen Hochschule in Prag und wurde dort 1879 bei der Prager Burschenschaft Teutonia aktiv, der er bis zu seinem Tod verbunden blieb. 1881 ging er an die Technische Hochschule in Wien und wurde dort Mitglied der Wiener akademischen Burschenschaft Albia. Er war auch Mitglied der Grazer akademischen Burschenschaft Arminia.

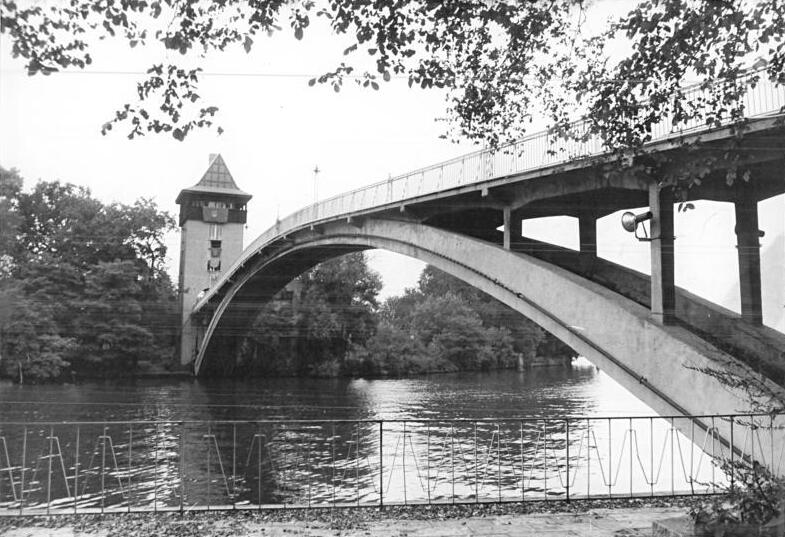
Die Abteibrücke in Berlin, ein Werk von Emperger

Seit 1890 war er als beratender Ingenieur in New York, entwarf und baute von 1890 bis 1896 in den USA U-Bahnen und Hochhäuser in Boston und New York. Von 1893 bis 1894 errichtete er nach der Bauweise seiner Lehrmeisters Melan die Edenpark Brücke in Cincinnati. Durch diesen Bau, nachdem dieser einem Hochwasser trotzte, und durch viele Vorträge machte Emperger in Amerika den Stahlbeton populär. 1897 kehrte er aus den USA nach Wien zurück. Seit 1898 war er Privatdozent an der TH Wien, von 1926 bis 1938 Präsident des Eisenbahnausschusses und des österreichischen Ingenieur- und Architektenverbandes. 1901 gründete er die bis heute maßgebliche Fachzeitschrift „Neuere Bauweisen und Bauwerke aus Beton und Eisen“ (seit 1905 „Beton und Eisen“, dann „Beton und Stahlbeton“). 1906 begründet er den „Betonkalender“, den er bis 1922 herausgab. 1908/09 gibt er das vielbändige Werk „Handbuch für Eisenbeton“ heraus, das in der Folge in mehreren Auflagen erschien. Letzteres bildet mit der genannten Fachzeitschrift und dem Beton-Kalender das fachpublizistische System des Stahlbetonbaus des Verlags Wilhelm Ernst & Sohn, das Fritz von Emperger mit Georg Ernst schuf. Auf der Baufachausstellung 1913 in Leipzig war Friedrich von Emperger der ausführende Ingenieur der „Fürst von Schwarzenberg-Brücke“, einer Fußgängerbrücke, die als erste nach dem von ihm entwickelten Bausystem errichtet wurde. Von Emperger war auch der Baumeister der 1916 fertiggestellten Berliner Abteibrücke, die die Spree überspannt und die Fußgänger vom Treptower Park auf die Abteiinsel führt.

## Politisches Engagement
Emperger war deutscher Staatsbürger und bis zur Auflösung 1938 Mitglied des „Großdeutschen Volksbunds“. 1940 stellte er einen Antrag auf Aufnahme in die NSDAP, in dem er angab, Mitglied von NSV, Nationalsozialistischem Rechtswahrerbund und dem NS-Bund Deutscher Technik zu sein. Tatsächlich war Emperger bereits seit 1938 als Parteianwärter der NSDAP geführt und wurde von der Wiener Gauleitung 1939 als „aktiver Kämpfer“ bezeichnet, der in der Verbotszeit zwischen 1934 und 1938 der NS-Bewegung treu geblieben sei und diverse nationalsozialistische Organisationen wie etwa das Winterhilfswerk unterstützt habe. Aufgrund der Mitglieder-Aufnahmesperre der NSDAP wurde Empergers Aufnahmeprozess erst 1941 nach mehreren Gesuchen seiner Tochter und der zuständigen Ortsgruppe wieder aufgenommen, 1942 verstarb Emperger jedoch, bevor der Prozess abgeschlossen werden konnte.
Er wurde am Wiener Zentralfriedhof bestattet.

## Auszeichnungen
„Für seine Verdienste als Vorkämpfer für die Einführung und Entwicklung des Eisenbetonbaues“ verlieh ihm 1932 die Technische Hochschule Dresden die Ehrendoktorwürde (Dr.-Ing. E. h.). Im selben Jahr (1932) wurde er mit dem Wilhelm Exner Preis ausgezeichnet. Außerdem wurde er 1942 vom nationalsozialistischen Gauleiter Baldur von Schirach mit der Goethe-Medaille für Kunst und Wissenschaft ausgezeichnet.
Im Jahr 1953 wurde in Wien-Floridsdorf (21. Bezirk) die Empergergasse nach ihm benannt.